# Metropolis Street Racer
Metropolis Street Racer è un videogioco di guida sviluppato da Bizarre Creations e pubblicato nel 2000 da SEGA per Dreamcast.

## Modalità di gioco
Metropolis Street Racer presente tre diverse modalità di gioco: la modalità principale è composta da 25 capitoli composti da 10 gare di corsa. Nel videogioco è possibile veicoli di varie case automobilistiche tra cui Alfa Romeo, Audi, FIAT, Mercedes, Mitsubishi, Peugeot, Renault e Toyota.